# Borince
Borince (cyr. Боринце) – wieś w Serbii, w okręgu jablanickim, w gminie Bojnik. W 2011 roku liczyła 21 mieszkańców.